# Nejc Pečnik
Nejc Pečnik (Dravograd, 1986. január 3. –) szlovén válogatott labdarúgó.
A szlovén válogatott tagjaként részt vett a 2010-es világbajnokságon.

## Statisztika
| Szlovén válogatott | Szlovén válogatott | Szlovén válogatott |
| Időszak            | Mérk.              | gól                |
| ------------------ | ------------------ | ------------------ |
| 2009               | 7                  | 2                  |
| 2010               | 3                  | 0                  |
| 2011               | 4                  | 0                  |
| 2012               | 3                  | 2                  |
| 2013               | 3                  | 0                  |
| 2014               | 6                  | 0                  |
| 2015               | 6                  | 2                  |
| Összesen           | 32                 | 6                  |